# Gotthold Anders
Friedrich Heinrich Gotthold Anders (* 13. März 1857 in Bernsdorf; † 24. Februar 1936 in Dresden) war ein deutscher liberaler Politiker (NLP, DVP).

## Leben
Er stammte aus der Oberlausitz und war der Sohn des Modelltischlermeisters Johann Gottfried Anders. Nachdem Anders bis 1870 die Stadtschule in Radeberg besucht hatte, schloss er eine weiterführende Bildung an der Kreuzschule Dresden an, die er 1873 abschloss. Im Jahr 1874 trat er in die mittlere Eisenbahnbeamtenlaufbahn ein. Ab 1880 war er als Beamter in der Hauptbuchhalterei tätig. Im Jahr 1898 war er Gründer und erster Vorstand des Revisionsbüros der Generaldirektion der Sächsischen Staatseisenbahnen in Dresden. Er wurde zum Rechnungsrat ernannt. Er bekleidete 1914 das Amt eines Finanzhauptkassierers im Sächsischen Finanzministerium. Im Jahr 1921 wurde er zum Finanzdirektor ernannt, aber bereits 1922 in den Ruhestand versetzt.
Von 1909 bis 1918 gehörte er mit einer kurzen Unterbrechung 1915 der II. Kammer des Sächsischen Landtags als Vertreter der NLP an. Dabei bekleidete er von 1909 bis 1913 das Amt des 1. Sekretärs der Kammer, von 1913 bis 1915 das des 2. Sekretärs der Kammer. In der Weimarer Republik trat er der DVP bei und gehörte vom 4. November 1919 bis 1926 der Sächsischen Volkskammer bzw. dem Landtag an.
Er war Mitglied einer Dresdner Freimaurerloge und in den 1920er Jahren Landesgroßmeister der Großen Landesloge von Sachsen.